# PHP文芸文庫
PHP文芸文庫（ピーエイチピーぶんげいぶんこ）は、株式会社PHP研究所が発行している文庫レーベル。PHP文庫の派生レーベルという位置づけである。

## 概要
2010年（平成22年）10月15日創刊。なお、その10日前の10月5日に実業之日本社の実業之日本社文庫が創刊されている。
創刊に際しては、「1984年にPHP文庫を創刊し、「実力派のパートナー」をキャッチフレーズとして、人生や仕事の役に立つ知識や知恵を読者に提供してきたが、最近は「心」への関心が高まっていることなどから、「ハートで感じる、感動できる」文芸作品が求められていると考え、そうした読者のニーズに応えるために、新しい文芸文庫シリーズを立ち上げた」との旨のコメントが発表された。基本的に奇数月の17日に発売されている。内容としては、小説・エッセイ・ノンフィクションを扱っている。ロゴには、読者が素晴らしい物語や言葉に触れることにより、人生や心を飛翔させてほしいとの願いを込めて、「はばたく鳥」が採用されている。
文庫書き下ろしや、PHP研究所または他社から発行された単行本の文庫化などの作品が収録されている。碧野圭「書店ガール」シリーズは、2015年放送のテレビドラマ『戦う!書店ガール』の原作である。加藤実秋『アー・ユー・テディ?』は、2015年放送のテレビドラマ『テディ・ゴー!』の原作である。

## 文蔵
文庫判の月刊文芸誌「文蔵」（ぶんぞう）は、創刊号である2005年10月号以降、PHP文庫として発売されていたが、2010年11月号からはPHP文芸文庫として発売されている。ミステリ、時代小説、恋愛小説、経済小説など、様々なジャンルの小説やエッセイを収録している。誌名には、様々な個性あふれる「文」が詰まったメディアでありたいという願いが込められている。